# جيمس ريس (مؤلف)
جيمس ريس (بالإنجليزية: James Reese)‏ (21 نوفمبر 1964، باتشوغو في الولايات المتحدة)؛ روائي أمريكي.